# Stronkaardkruiper
De stronkaardkruiper (Geophilus truncorum) is een duizendpotensoort uit de familie van de Geophilidae. De wetenschappelijke naam van de soort werd in 1866 voor het eerst geldig gepubliceerd door Bergsøe en Meinert.

## Beschrijving
De stronkaardkruiper is een kleine oranjebruine soort (tot 20 mm) met slechts 37-43 paar poten en duidelijke carpophagus fossae op de voorste sternieten en slechts twee coxale poriën aan de basis van elke uiteindelijke poot. Het is oppervlakkig vergelijkbaar met de bosaardkruiper (Schendyla nemorensis), maar deze laatste soort mist carpophagus fossae en mist ook klauwen op zijn laatste poten.

## Leefgebied
De stronkaardkruiper wordt het vaakst aangetroffen onder schors, bladafval en in dood en rottend hout, vooral in dennen- en eikenbossen, hoewel er geen sterke voorkeur voor bossen lijkt te bestaan. Het wordt ook aangetroffen op kustgebieden en heidegebieden, waar het wordt geassocieerd met varens. Er is slechts een lichte voorkeur voor leefgebieden in het binnenland (51,4% landinwaarts versus 48,6% kustgebieden). 